# Dead Silence
Dead Silence — п'ятий студійний альбом канадського рок-гурту Billy Talent, реліз якого відбувся 11 вересня 2012 року.. 4 гурт оголосив, що альбом став доступний для ознайомлення на їх строрінці в SoundCloud [Архівовано 29 листопада 2016 у Wayback Machine.].

## Список композицій
| #   | Назва                       | Тривалість |
| --- | --------------------------- | ---------- |
| 1.  | «Lonely Road to Absolution» | 1:15       |
| 2.  | «Viking Death March»        | 4:04       |
| 3.  | «Surprise Surprise»         | 3:08       |
| 4.  | «Running Across the Tracks» | 4:19       |
| 5.  | «Love Was Still Around»     | 3:46       |
| 6.  | «Stand Up and Run»          | 3:20       |
| 7.  | «Crooked Minds»             | 5:04       |
| 8.  | «Man Alive!»                | 3:36       |
| 9.  | «Hanging By a Thread»       | 3:53       |
| 10. | «Cure for the Enemy»        | 4:26       |
| 11. | «Don’t Count on the Wicked» | 4:08       |
| 12. | «Show Me the Way»           | 3:06       |
| 13. | «Swallowed Up By the Ocean» | 5:02       |
| 14. | «Dead Silence»              | 4:49       |

## Учасники запису
- Бенжамін Ковалевич – вокал
- Єн Ді'сей – ведуча гітара, бек-вокал
- Джонатан Галлант – бас-гітара, бек-вокал
- Арон Соловонюк – ударні
- Ken Taylor - artwork